# Solihull
Solihull – miasto w hrabstwie West Midlands, w Anglii, w dystrykcie metropolitalnym Solihull. Jest częścią West Midlands conurbation. Jest położone nad rzeką Blythe, 14,5 km na południe od centrum Birmingham. W 2021 roku miasto liczyło 107 735 mieszkańców.
W mieście rozwinął się przemysł samochodowy.